# Unité urbaine de Metz
L'unité urbaine de Metz est une unité urbaine française centrée sur la ville de Metz, préfecture de la Moselle, dans le département de la Moselle, en région Grand Est.
Par sa population, l'unité urbaine de Metz fait partie des grandes agglomérations de la France se situant au 21e rang national en 2022.

## Données démographiques
Dans le zonage réalisé par l'Insee en 1999, l'unité urbaine était composée de quarante-deux communes.
Dans le zonage réalisé en 2010, l'unité urbaine était composée des quarante-deux mêmes communes, mais ce nombre est de quarante-et-une après la fusion des communes d'Ancy-sur-Moselle et Dornot (devenues Ancy-Dornot) le 1er janvier 2016.
Dans le nouveau zonage réalisé en 2020, elle est composée de quarante-deux communes, la commune de Mey ayant été ajoutée au périmètre.
En 2022, avec 292 263 habitants, elle représente la 1re unité urbaine du département de la Moselle et occupe le 2e rang dans la région Grand Est. Au niveau national, elle se situe au 21e rang.
En 2022, sa densité de population s'élève à 946 hab/km2. Par sa superficie, elle ne représente que 4,97 % du territoire départemental mais, par sa population, elle regroupe 27,82 % de la population du département de la Moselle.

Agglomérations de plus de 100000 habitants en France en 2022.

## Composition 2020 de l'unité urbaine
Elle est composée des 42 communes suivantes :
| Nom                   | Code Insee | Département | Statut       | Superficie (km2) | Population (dernière pop. légale) | Densité (hab./km2) | Modifier                                    |
| --------------------- | ---------- | ----------- | ------------ | ---------------- | --------------------------------- | ------------------ | ------------------------------------------- |
| Metz (ville-centre)   | 57463      | Moselle     | ville-centre | 41,94            | 121 695 (2022)                    | 2 902              | modifier les données · modifier les données |
| Amnéville             | 57019      | Moselle     | banlieue     | 10,46            | 10 853 (2022)                     | 1 038              | modifier les données · modifier les données |
| Ancy-Dornot           | 57021      | Moselle     | banlieue     | 10,25            | 1 474 (2022)                      | 144                | modifier les données · modifier les données |
| Ars-sur-Moselle       | 57032      | Moselle     | banlieue     | 11,60            | 4 645 (2022)                      | 400                | modifier les données · modifier les données |
| Augny                 | 57039      | Moselle     | banlieue     | 14,98            | 2 127 (2022)                      | 142                | modifier les données · modifier les données |
| Le Ban-Saint-Martin   | 57049      | Moselle     | banlieue     | 1,59             | 4 637 (2022)                      | 2 916              | modifier les données · modifier les données |
| Châtel-Saint-Germain  | 57134      | Moselle     | banlieue     | 12,88            | 1 869 (2022)                      | 145                | modifier les données · modifier les données |
| Clouange              | 57143      | Moselle     | banlieue     | 3,01             | 3 591 (2022)                      | 1 193              | modifier les données · modifier les données |
| Fèves                 | 57211      | Moselle     | banlieue     | 4,80             | 1 196 (2022)                      | 249                | modifier les données · modifier les données |
| Gandrange             | 57242      | Moselle     | banlieue     | 4,08             | 3 006 (2022)                      | 737                | modifier les données · modifier les données |
| Hagondange            | 57283      | Moselle     | banlieue     | 5,50             | 9 300 (2022)                      | 1 691              | modifier les données · modifier les données |
| Hauconcourt           | 57303      | Moselle     | banlieue     | 7,90             | 589 (2022)                        | 75                 | modifier les données · modifier les données |
| Jouy-aux-Arches       | 57350      | Moselle     | banlieue     | 6,01             | 1 431 (2022)                      | 238                | modifier les données · modifier les données |
| Jussy                 | 57352      | Moselle     | banlieue     | 2,91             | 458 (2022)                        | 157                | modifier les données · modifier les données |
| Lessy                 | 57396      | Moselle     | banlieue     | 2,85             | 794 (2022)                        | 279                | modifier les données · modifier les données |
| Longeville-lès-Metz   | 57412      | Moselle     | banlieue     | 2,71             | 4 017 (2022)                      | 1 482              | modifier les données · modifier les données |
| Lorry-lès-Metz        | 57415      | Moselle     | banlieue     | 6,09             | 1 726 (2022)                      | 283                | modifier les données · modifier les données |
| Maizières-lès-Metz    | 57433      | Moselle     | banlieue     | 8,82             | 11 725 (2022)                     | 1 329              | modifier les données · modifier les données |
| Marly                 | 57447      | Moselle     | banlieue     | 10,80            | 9 937 (2022)                      | 920                | modifier les données · modifier les données |
| La Maxe               | 57452      | Moselle     | banlieue     | 7,55             | 1 058 (2022)                      | 140                | modifier les données · modifier les données |
| Mey                   | 57467      | Moselle     | banlieue     | 1,91             | 308 (2022)                        | 161                | modifier les données · modifier les données |
| Mondelange            | 57474      | Moselle     | banlieue     | 4,10             | 5 739 (2022)                      | 1 400              | modifier les données · modifier les données |
| Montigny-lès-Metz     | 57480      | Moselle     | banlieue     | 6,70             | 21 869 (2022)                     | 3 264              | modifier les données · modifier les données |
| Moulins-lès-Metz      | 57487      | Moselle     | banlieue     | 6,98             | 5 161 (2022)                      | 739                | modifier les données · modifier les données |
| Moyeuvre-Grande       | 57491      | Moselle     | banlieue     | 9,59             | 7 320 (2022)                      | 763                | modifier les données · modifier les données |
| Moyeuvre-Petite       | 57492      | Moselle     | banlieue     | 5,43             | 443 (2022)                        | 82                 | modifier les données · modifier les données |
| Pierrevillers         | 57543      | Moselle     | banlieue     | 5,83             | 1 460 (2022)                      | 250                | modifier les données · modifier les données |
| Plappeville           | 57545      | Moselle     | banlieue     | 2,54             | 2 025 (2022)                      | 797                | modifier les données · modifier les données |
| Richemont             | 57582      | Moselle     | banlieue     | 8,48             | 2 145 (2022)                      | 253                | modifier les données · modifier les données |
| Rombas                | 57591      | Moselle     | banlieue     | 11,69            | 9 534 (2022)                      | 816                | modifier les données · modifier les données |
| Rosselange            | 57597      | Moselle     | banlieue     | 5,35             | 2 403 (2022)                      | 449                | modifier les données · modifier les données |
| Rozérieulles          | 57601      | Moselle     | banlieue     | 6,58             | 1 330 (2022)                      | 202                | modifier les données · modifier les données |
| Saint-Julien-lès-Metz | 57616      | Moselle     | banlieue     | 4,55             | 3 562 (2022)                      | 783                | modifier les données · modifier les données |
| Sainte-Ruffine        | 57624      | Moselle     | banlieue     | 0,71             | 605 (2022)                        | 852                | modifier les données · modifier les données |
| Saulny                | 57634      | Moselle     | banlieue     | 9,80             | 1 572 (2022)                      | 160                | modifier les données · modifier les données |
| Scy-Chazelles         | 57642      | Moselle     | banlieue     | 4,52             | 2 665 (2022)                      | 590                | modifier les données · modifier les données |
| Semécourt             | 57645      | Moselle     | banlieue     | 2,30             | 1 023 (2022)                      | 445                | modifier les données · modifier les données |
| Talange               | 57663      | Moselle     | banlieue     | 3,70             | 8 044 (2022)                      | 2 174              | modifier les données · modifier les données |
| Vantoux               | 57693      | Moselle     | banlieue     | 2,45             | 818 (2022)                        | 334                | modifier les données · modifier les données |
| Vaux                  | 57701      | Moselle     | banlieue     | 6,63             | 786 (2022)                        | 119                | modifier les données · modifier les données |
| Vitry-sur-Orne        | 57724      | Moselle     | banlieue     | 7,61             | 2 929 (2022)                      | 385                | modifier les données · modifier les données |
| Woippy                | 57751      | Moselle     | banlieue     | 14,58            | 14 394 (2022)                     | 987                | modifier les données · modifier les données |

## Évolution démographique
| 1968    | 1975    | 1982    | 1990    | 1999    | 2006    | 2011    | 2016    | 2022    |
| ------- | ------- | ------- | ------- | ------- | ------- | ------- | ------- | ------- |
| 268 612 | 283 663 | 279 961 | 281 795 | 290 515 | 291 521 | 288 323 | 286 784 | 292 263 |

#### Données générales
- Unité urbaine en France
- Aire d'attraction d'une ville
- Liste des unités urbaines de France

#### Données démographiques en rapport avec l'unité urbaine de Metz
- Aire d'attraction de Metz
- Arrondissement de Metz

#### Données démographiques en rapport avec la Moselle
- Démographie de la Moselle